# Guillaume Ebrard
Guillaume Ebrard,  est un prélat français, évêque de Digne au XIVe siècle .
Il serait évêque de Digne en 1326, mais on ne sait pas beaucoup de cette personne.

## Source
- La France pontificale (Gallia Christiana), Paris, s.d.